# 1808 au théâtre
| Années du théâtre : 1805 - 1806 - 1807 - 1808 - 1809 - 1810 - 1811    |
| Décennies du théâtre : 1770 - 1780 - 1790 - 1800 - 1810 - 1820 - 1830 |

## Événements
- La Gaîté-Lyrique, salle de spectacle parisienne, est reconstruite par l'architecte Antoine Peyre et dotée d'une capacité de 1800 places.
- Le critique littéraire britannique Charles Lamb publie à Londres Specimens of English Dramatic poets who lived about the time of Shakespeare, qui sort les dramaturges élisabéthains de l'oubli[1].
- Friedrich Julius Heinrich von Soden, directeur du théâtre de Bamberg qu'il a fondé en 1802, engage Ernst Theodor Amadeus Hoffmann comme musicien et écrit pour lui plusieurs livrets d'opéra.
- Ferdinand Raimund rejoint une troupe de comédiens ambulants et se fait connaître en tant qu’acteur au Theater in der Josefstadt à Vienne.
- Heinrich von Kleist écrit La Bataille d'Arminius (Die Hermannsschlacht), pièce de théâtre en cinq actes consacrée à la déroute des armées romaines face à Arminius lors de la bataille de Teutobourg ; la pièce écrite après les défaites prussiennes face à Napoléon Ier est perçue comme un appel à la résistance à l'invasion française. La victoire française à Wagram en 1809 empêche sa parution et sa représentation ; elle ne sera publiée qu'en 1821, dix ans après la mort de l'auteur, et la création théâtrale n'aura lieu qu'en 1860.

## Pièces de théâtre publiées
- (de) Johann Wolfgang von Goethe, Faust. Eine Tragödie (« Faust. Une tragédie »)
- (de) Joseph Marius von Babo, Albrechts Rache für Agnes. Ein historisches Schauspiel in vier Aufzügen. Fortsetzung der Agnes Bernauer, Vienne, Johann Baptist Wallishauffen (Lire en ligne).
- (de) Heinrich von Kleist, Penthésilea, drame ; la pièce ne sera créée qu'en 1876.
- Walter Scott publie à Londres une édition complète des œuvres de John Dryden en 18 volumes.

## Pièces de théâtre représentées
- 30 janvier : Wanda, Königin der Sarmaten, tragédie de Zacharias Werner, Hoftheater, Weimar.
- 30 avril : Artaxerxès, tragédie d'Étienne-Joseph-Bernard Delrieu, Théâtre-Français, Paris ; Mademoiselle George crée le rôle de Mandane ; le 11 mai, elle quitte la France sur ordre de Talleyrand dont elle est l'un des agents et s'installe en Russie[2].
- 25 mai : Les Deux Francs-maçons, ou les Coups du hasard, fait historique en trois actes de Benoît Pelletier-Volméranges, Théâtre de l'Odéon, Paris.

## Naissances
- 24 janvier : Théodore Muret, auteur dramatique et historien français, mort le 23 juillet 1866.
- 4 février : Josef Kajetán Tyl, écrivain, acteur et dramaturge tchèque, mort le 11 juillet 1856.
- 22 février : Joaquín Francisco Pacheco, homme d'état espagnol, écrivain, auteur de deux drames romantiques, mort le 8 octobre 1865.
- 29 février : Hippolyte Rimbaut, dramaturge français, mort le 29 septembre 1886.
- 17 mars : Alexandre de Lavergne, dramaturge et romancier français, mort le 1er avril 1879.
- 5 avril : Therese Elssler, danseuse autrichienne, morte le 19 novembre 1878.
- 15 avril : Abel Lahure, architecte et auteur dramatique français, mort le 20 avril 1874.
- 30 avril : Eugène Roche, dramaturge français, mort le 12 juin 1870.
- 1er mai : Adolphe Favre, journaliste, écrivain et auteur dramatique français, mort à Paris le 16 janvier 1886.
- 4 juin : Frédéric Alphonse Pick, auteur dramatique alsacien, mort le 8 mars 1895.
- 16 juin : Gustave Robillard, auteur dramatique français, mort le 20 juillet 1859.
- 3 septembre : Aristide Letorzec, dit Lajariette, acteur, dramaturge et directeur de théâtre français, mort le 18 novembre 1848.
- 4 octobre : Edmond-Frédéric Prieur, dramaturge français, mort le 20 mai 1849.
- 31 octobre : Victor Lhérie, acteur, dramaturge et librettiste français, mort le 27 mars 1845.

## Décès
- 18 janvier : Thérèse Vestris, danseuse franco-italienne, née en 1726.
- 18 février : Jean-Louis Brousse-Desfaucherets, dramaturge et librettiste français, né en 1742.
- 27 février : Namiki Gohei I, dramaturge et acteur kabuki japonais, né en 1747.
- 18 mars : Louis-Marin Henriquez, auteur dramatique et écrivain français, né en 1762.
- 23 septembre : Gaëtan Vestris, danseur et chorégraphe franco-italien, né le 18 avril 1729..